# Буль-енд-тер'єри
Буль-енд-тер'єри (англ. Bull and Terrier) — група порід собак, виведена народною селекцією в Англії до початку XIX століття. Виникла у результаті схрещування староанглійських бульдогів із різними тер'єрами . Буль-енд-тер'єри, поєднуючи найкращі робочі якості тих та інших, використовувалися як мисливські та бійцівські собаки. Прямими нащадками буль-енд-тер'єра є американський стаффордширський тер'єр, американський пітбультер'єр, стаффордширський бультер'єр, англійський бультер'єр. Відношення даних порід до буль-енд-тер'єрів також відображено в класифікації FCI, де американський стаффордширський тер'єр, стаффордширський бультер'єр та англійський бультер'єр відносяться до тер'єрів типу буль (3 група).

## Історія
Кривавий спорт в Англії був популярним аж до початку XIX століття. Буль-бейтинг, цькування ведмедів (беар-бейтинг), півнячі бої проводилися постійно та повсюдно. Довгий час навіть існував припис продавати під час свят і відразу після них м'ясо тільки свіжозатравлених биків, так воно нібито ніжніше і корисніше. Собаки билися з биками, ведмедями та всілякими іншими тваринами на втіху королів і простолюдинів. Для цькування бугаїв найкраще підходили бульдоги, проте у випадку з іншими противниками не все було так однозначно. Для цькування інших тварин — ведмедів, віслюків, борсуків, щурів — шляхом схрещування бійцевих бульдогів та мисливських тер'єрів було виведено собак, які отримали назву «буль-енд-тер'єри». Перші представники нової породи були досить різні на вигляд і дуже непривабливі, так як безіменні селекціонери при їх отриманні про естетику піклувалися в останню чергу.
На початку XIX століття популярність буль-бейтинга та беар-бейтинга пішла на спад. Назріло питання про заборону жорстоких розваг. На цьому тлі собачі бої, навпаки, стрімко набирали популярності. Технічно організувати такий бій було значно простіше і безпечніше, ніж цькування великих тварин, і до середини XIX століття собачі бої залишилися практично єдиною широко доступною кривавою азартною забавою. Крім того, покупці та продавці собак часто розглядали собачий бій як перевірку їхніх робочих якостей. Собак випускали на арену, відгороджену від глядачів (так званий «піт», яма) і останній собака, який не вибув з ладу (а іноді й просто — останній живий), оголошувався переможцем. Хватка і «грайливість», як і раніше, високо цінувалися, а собаку, що ухилявся від бою, називали «боягузливою дворняжкою». Господарі собак та судді утримували їх перед сутичкою, тому собаки, люто ненавидячи своїх побратимів, при цьому не втрачали довіри до людей.
Буль-енд-тер'єри були найкращими собаками для собачих боїв, оскільки поєднували в собі найкращі бойові якості молосів (бульдогів) і тер'єрів (в основному це були фокстер'єри, ердельтер'єри та деякі інші породи). Від перших їм дісталася впертість, несприйнятливість до болю, «зарядженість» на перемогу, від других — швидкість, спритність та гнучкість. Буль-енд-тер'єри нерідко використовувалися на полюванні і в такій специфічній формі бейтингу, як цькування зграї щурів на швидкість (реттинг), де деякі представники цієї породи показували феноменальні результати.
Поява буль-енд-тер'єрів стала однією з головних причин виродження споконвічного англійського бульдога (відомого як староанглійський бульдог), але дало поштовх до появи багатьох популярних порід. Буль-енд-тер'єри лежать в основі таких з них, як бультер'єр, стаффордширський бультер'єр, американський пітбультер'єр та американський стаффордширський тер'єр .

## Відомі представники

### Біллі
Біллі (Billy) важив близько 25 фунтів, прославився як неперевершений щуролов. 22 квітня 1823 встановив світовий рекорд, передушивши сотню щурів за п'ять з половиною хвилин. Спочатку Біллі належав Чарльзу Ейстропу, але потім був проданий новому господареві — Чарльзу Д'ю. За свою кар'єру він кілька разів виходив переможцем із протистояння із сотнею щурів. Востаннє це сталося 12 грудня 1824 року, до цього часу Біллі вже втратив у битвах майже всі зуби та одне око. До 1825 року від зубів Біллі загалом загинули близько чотирьох тисяч щурів. Помер Біллі у віці близько 13 років, 23 лютого 1829 року.

### Дастмен
Журнал Sporting Magazine в 1812 році охарактеризував буль-енд-тер'єра Дастмена (Dustman) як знаменитого і дуже талановитого бойового пса, назвавши його найкращим представником своєї породи.

### Трасті
Згідно з оцінками журналу Sporting Magazine від 1804 року, популярність буль-енд-тер'єра Трасті (Trusty) в Англії перевершувала популярність імператора Наполеона . Трасті вийшов непереможеним зі 104 сутичок з іншими собаками.

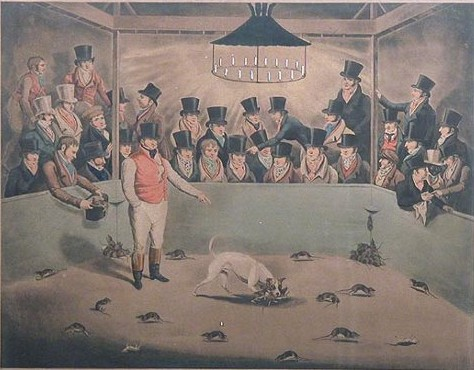
Біллі
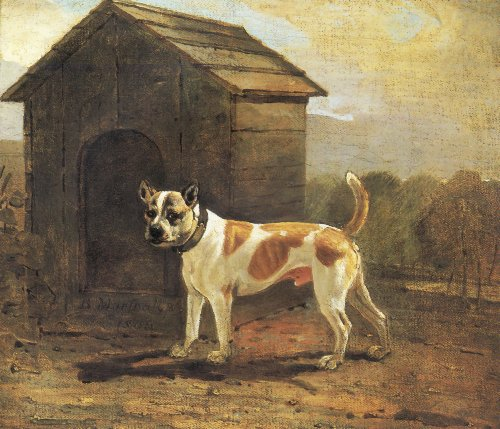
Дастмен
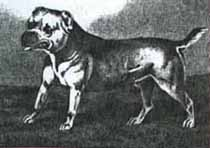
Трасті